# 라 말케리다
《라 말케리다》(스페인어: La malquerida)은 2014년 방영된 멕시코의 텔레노벨라이다.